# Sophia Dorothea de Brandenburg-Schwedt
Sophia Dorothea de Brandenburg-Schwedt (Friederike Sophia Dorothea; 18 decembrie 1736 - 9 martie 1798) a fost Ducesă de Württemberg și ascendenta mai multor membri ai familiilor regale din secolele XIX și XX.